# Hoddle Grid

Het Hoddle Grid.

Het Hoddle Grid is het stratenplan van het zakendistrict van Melbourne, Australië. Het is vernoemd naar Robert Hoddle die het ontworpen heeft. Het Hoddle Grid is een rechthoekig stratenpatroon dat afgebakend wordt door La Trobe Street, Spring Street, Flinders Street en Spencer Street, respectievelijk de grenzen aan de noord-, oost-, zuid- en westzijde.

## Stratenpatroon
Het Hoddle Grid bestaat uit hoofdstraten en kleinere straten die ertussen lopen. Het Hoddle Grid bestaat uit vijf hoofdstraten die ruwweg van oost naar west lopen, namelijk (van noord naar zuid gezien; de straten tussen haakjes zijn kleinere straten):
- La Trobe Street
- (Little Lonsdale Street)
- Lonsdale Street
- (Little Bourke Street)
- Bourke Street
- (Little Collins Street)
- Collins Street
- (Flinders Lane)
- Flinders Street

Er zijn negen hoofdstraten die ruwweg van noord naar zuid lopen (van west naar oost gezien):
- Spencer Street
- King Street
- William Street
- Queen Street
- Elizabeth Street
- Swanston Street
- Russell Street
- Exhibition Street
- Spring Street